# Hjerl Hede

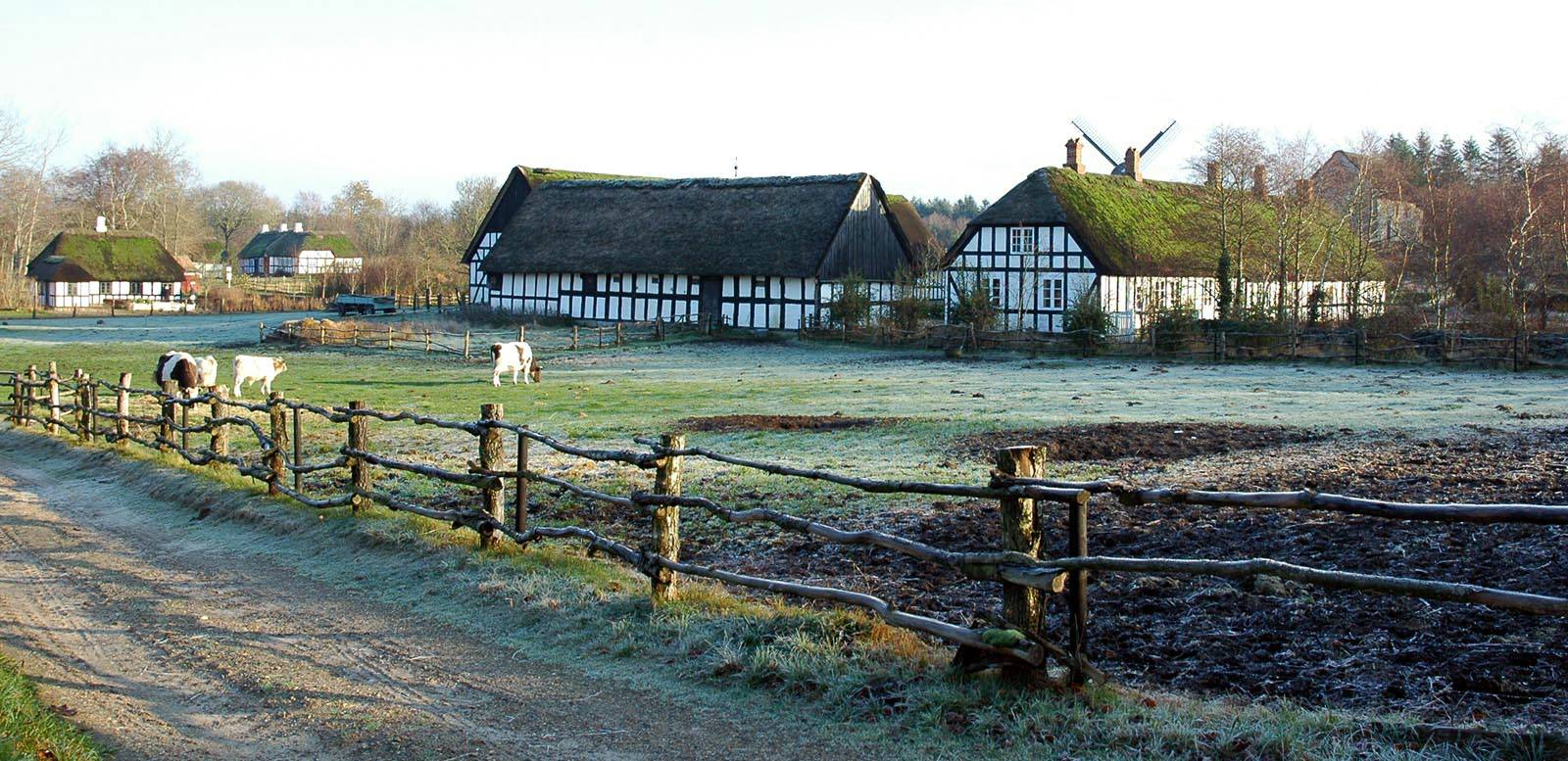
Hjerl Hede

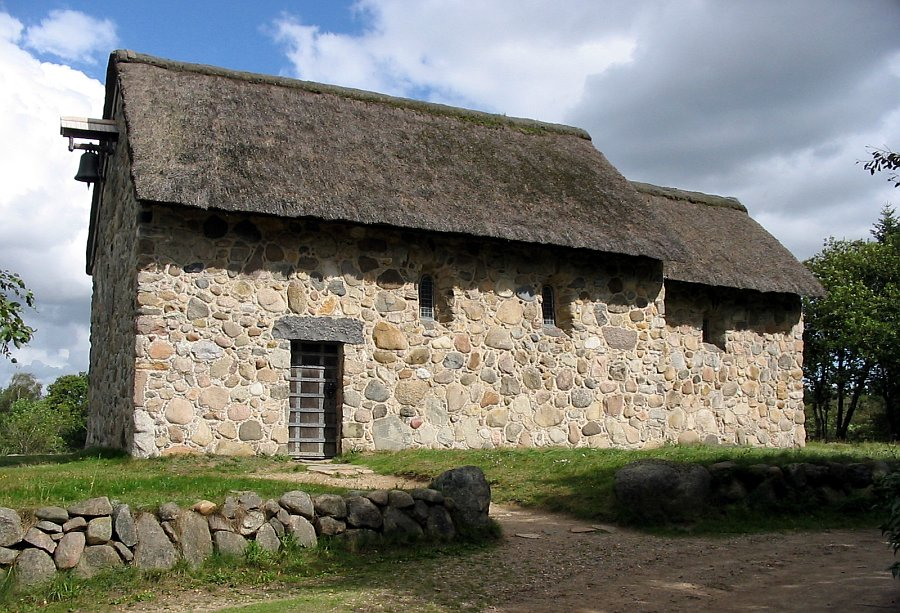
Die Kirche von Hjerl Hede ist eine Rekonstruktion der Tjørring Kirke

Hjerl Hede ist ein Freilichtmuseum in der Kommune Holstebro, gelegen zwischen den Orten Skive und Holstebro. Es präsentiert die Geschichte des ländlichen Jütlands von der Steinzeit bis zur Moderne.

## Geschichte
Das Museum wurde 1930 von Direktor Hans Peter Hjerl Hansen gegründet und bis 1979 von der Hjerl-Stiftung betrieben. 1979 wurde das Museum von der Stiftung abgetrennt und wird seitdem als selbstständige Institution betrieben. Zum 1. Januar 2012 fusionierte es mit Holstebro Museum und Strandingsmuseum St. George zur Institution "De Kulturhistoriske Museer i Holstebro Kommune".

## Beschreibung
Hjerl Hede besteht aus mehr als 50 verschiedenen Gebäuden, die einen Einblick in das alte dänische Dorfleben geben. Das Museum besteht im Wesentlichen aus drei großen Teilen, dem alten Dorf, dem Moorwirtschaftsmuseum und dem Forstmuseum. Eine Besonderheit ist das Steinzeitdorf, das etwas abseits auf dem Gelände liegt; hier trifft der Besucher in der Saison auf „echte“ Steinzeitmenschen.
Hjerl Hede gehört zum Netzwerk der staatlich anerkannten Museen Dänemarks. Das Museum will „lebendige Geschichte“ vermitteln und von Ende Juni bis Anfang August führen bis zu 100 Frauen, Kinder und Männer verschiedene vorwiegend alte heute vergessene Handwerksberufe vor. Die Schule wird von Kindern in historischer Kleidung bevölkert, in der Schmiede werden für die Besucher kleine Gegenstände gefertigt. Im Kaufmannsladen kann man Waren „von früher“ erwerben, und in der Bäckerei werden Brot und Kuchen gebacken.

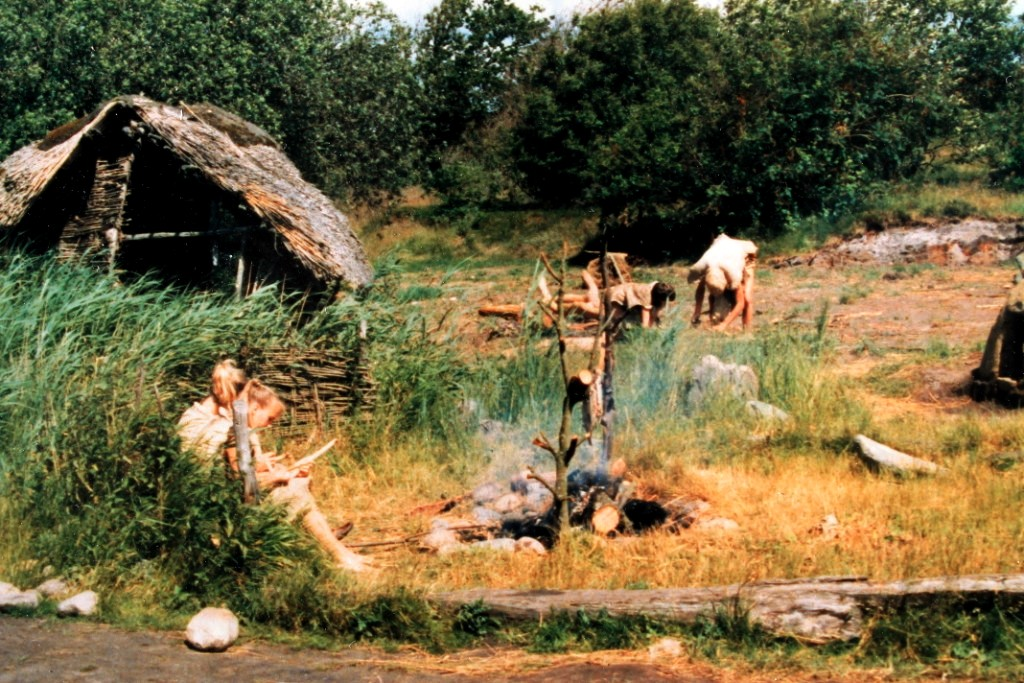
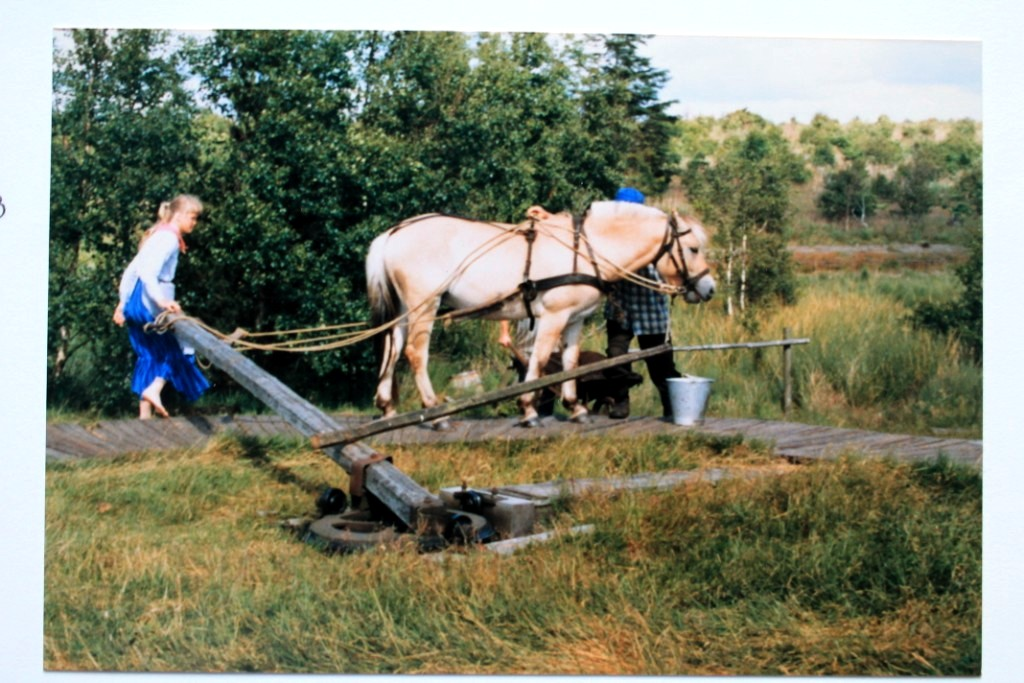
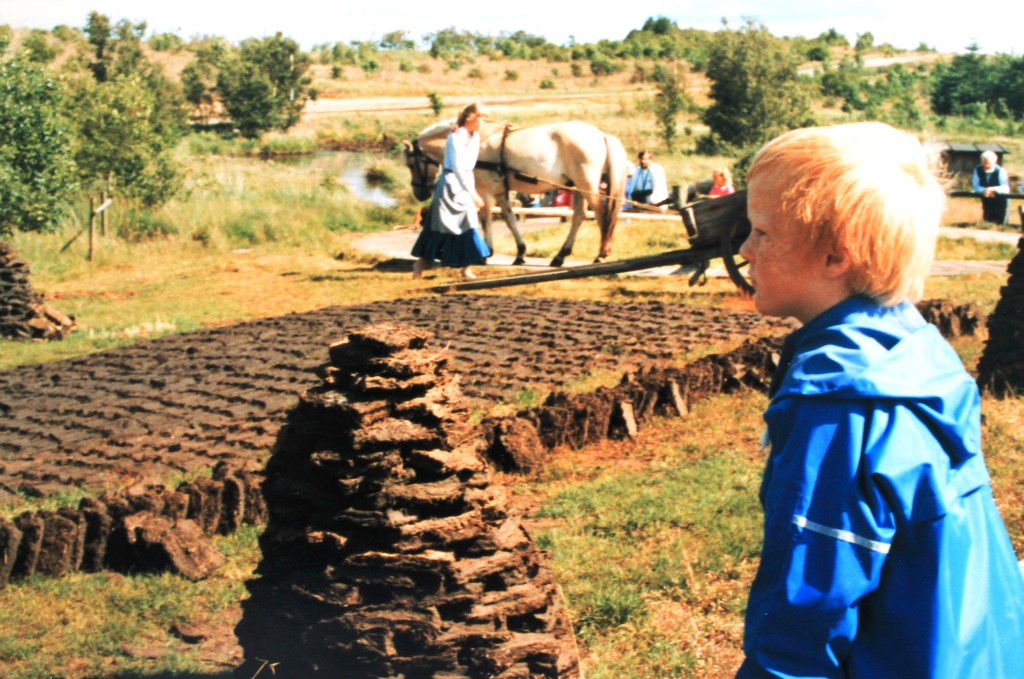
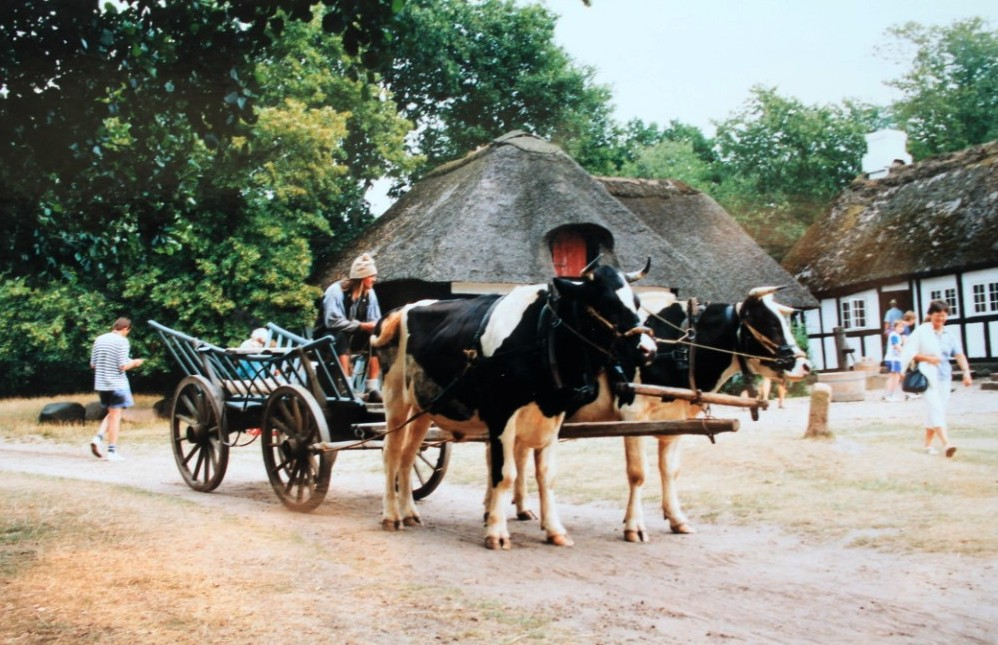

## Ausstellung
Auf dem weitläufigen Gelände werden u. a. gezeigt
- eine Steinzeitsiedlung
- eine Kirche, deren äußere Form eine Rekonstruktion des ursprünglichen Zustandes der Tjørring Kirke von etwa 1100 ist, während die Kalkmalereien denen der Råsted Kirke nachempfunden sind
- eine Molkerei
- eine Mühle
- eine Wäscherei
- eine Schmiede
- eine Schule
- ein Sägewerk mit Dampfsäge (Lokomobil)
- eine Schmalspureisenbahn mit 785 mm Spurweite

- ein Kaufmannsladen
- der Torfabbau mit historischer Entwässerungspumpe
- Häuser verschiedener Epochen
- eine Dachmühle

## Filmkulisse
Hjerl Hede diente 1975 als Kulisse für den deutschen Spielfilm Der Katzensteg nach dem gleichnamigen Roman von Hermann Sudermann.